# Гиршгорн, Вениамин Самойлович
Вениамин Самойлович Гиршгорн (1903, Екатеринбург — не ранее 1934) — советский прозаик, писатель-фантаст и поэт, драматург, режиссёр.

## Биография

Обложка романа «Сорванец Джо» (1924) Гиршгорна В. С. и Келлера И. И.

Член Уральской Литературной ассоциации (УЛИТА). Писал и публиковал в уральских газетах и журналах «любовную лирику» под псевдонимом Вен. Горн.
С 1925 учился на режиссерском факультете в Ленинградском институте сценического искусства (ИСИ) (ныне Российский государственный институт сценических искусств).
Познакомился с земляками Б. Липатовым и И. Келлером. Фантастику они сочиняли «бригадным» методом, вдвоем, а то и втроем, но с непременным участием И. Келлера. В соавторстве с ними написал свои главные произведения: романы «Сорванец Джо (Универсальные лучи)», любопытный вариант альтернативной истории (1924, в соавторстве с И. Келлером), в котором описана победоносная социалистическая революции в Америке близкого будущего, и более удачный «Бесцеремонный Роман» (1928, в соавторстве с И. Келлером и Б. Липатовым).
В 1923 году комедия «Ордер № 505», написанная Келлером и В. Гиршгорном, была хорошо встречена публикой. Воодушевленные успехом, И. Келлер и В. Гиршгорн стали писать фантастико-приключенческую повесть. В № 21 журнала «Товарищ Терентий» за 1923 год появились отрывки из повести И. Келлера и В. Гиршгорна «Сергей Градов», по-видимому, так и не завершенной. А в 4-м и 5-м номерах журнала «Юный пролетарий Урала» за 1924 год была напечатана повесть «Сорванец Джо».
В. Гиршгорн и И. Келлер посещали литературные курсы, которые вёл Н. С. Тихонов.
После окончания ИСИ в 1929 в Ленинграде отошёл от литературного творчества. В середине 1930-х годов работал режиссёром в Ленинградском театре-студии С. Э. Радлова, в 1934 году поставил там спектакль «Расстроенный настройщик».
Возможно, в дальнейшем жил в Москве, как пишет библиограф И. Г. Халымбаджа, в его библиотеке была книга (Мак-Орлан П. — «Фабрика крови») с автографом В. Гиршгорна, датированная 1932 годом, приобретённая у московских букинистов.
Дальнейшие следы В. Гиршгорна теряются, скорее всего, он был репрессирован.